# August Frey (Politiker)
Karl August Frey (ab 1873 Karl August von Frey, ab 1884 Karl August Ritter von Frey) (* 2. Februar 1826 in Donaueschingen; † 2. Februar 1898 in Wien) war ein österreichischer Industrieller und Politiker.

## Leben
Frey war römisch-katholisch und heiratete Emma Dobey (* 3. November 1830; † 29. Oktober 1900). Aus der Ehe gingen zwei Söhne und eine Tochter hervor. Er war Absolvent der Bergakademie Leoben. 1855 wurde er Hüttendirektor in Store bei Cilli/Celje, Untersteiermark, heute Slowenien. 1869 wurde er Direktor der Hüttenberger Eisenwerksgesellschaft, 1881 Generaldirektor und 1896 Verwaltungsrat der österreichischen Alpine-Montangesellschaft in Wien. Ab 1875 wirkte er als Ausschussmitglied des Vereins der Montan- und Eisen-Industriellen in Österreich.

## Politik
Vom 20. August 1870 bis zu seinem Rücktritt am 11. Juli 1882 war er Abgeordneter im Kärntner Landtag, gewählt von der Handelskammer Kärnten. Im Landtag war er in der III. Wahlperiode von 1870 bis 1871 Obmann des Finanzausschusses, in der IV. Wahlperiode von 1871 bis 1877 Obmann des Eisenbahn- und Mitglied des Finanzausschusses und in der V. Wahlperiode von 1878 bis 1882 Mitglied des Finanzausschusses.

## Auszeichnungen
- 1867 Ritterkreuz des Franz-Joseph-Orden
- 1883 Orden der eisernen Krone III. Klasse
- 1884 Erhebung in den Ritterstand
- 1892 Ehrenbürger von Eisenerz
- 1892 Ehrenmitglied des naturhistorischen Landesmuseums von Kärnten